# Étude op. 10, no 9 de Chopin

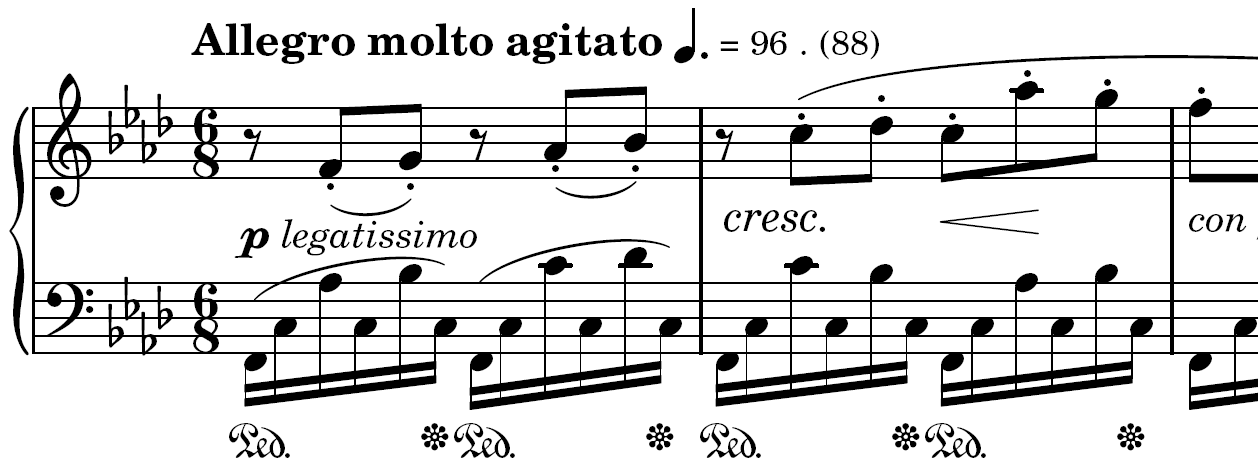
Incipit de l'étude.

L'Étude op. 10, no 9 de Chopin en fa mineur est une étude pour piano composée par Frédéric Chopin en 1829. Cette étude fait partie des douze études appartenant à l'op. 10. Elle est largement considérée comme une bonne étude de la main gauche, car elle favorise la souplesse des poignets et des doigts.